# Gennaro Carotenuto

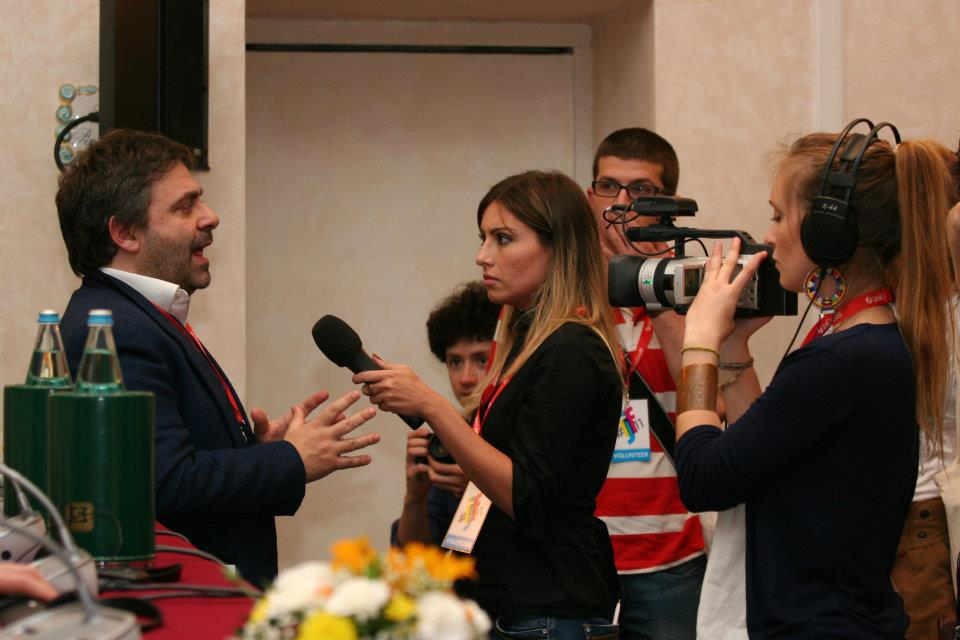
Gennaro Carotenuto al Festival internazionale del giornalismo di Perugia nel 2011

Gennaro Carotenuto (Napoli, 5 febbraio 1966) è uno storico e giornalista italiano.

## Posizione professionale
Gennaro Carotenuto è uno storico italiano, professore e ricercatore in Storia Contemporanea presso l'Università di Macerata. È stato fellow teacher presso l'Università Bocconi di Milano e research fellow presso l'Institut des hautes études d'Amérique latine dell'Università Sorbonne Nouvelle, e visiting scholar presso la City University of New York oltre che professore invitato presso università di Argentina, Cile, Uruguay, Venezuela, Tunisia. La sua attività di storico riguarda la politica internazionale, i fascismi, le dittature, le violazioni dei diritti umani, la storia contemporanea dell'America Latina, la storia orale e la storia del giornalismo in particolare quella degli ultimi trent'anni, con studi sul rapporto tra giornalismo digitale e mainstream. Negli anni Dieci ha proseguito i suoi studi sulla storia orale e si è dedicato alla storia dell'integrazione latinoamericana, alla giustizia di transizione, in particolare nel Cono Sud dell'America latina alla quale ha dedicato Todo cambia. Figli di desaparecidos e fine dell'impunità in Argentina, Cile e Uruguay, Le Monnier, 2015, pp. VI-250. ISBN 9788800746106.

## Attività
Pur concentrato prevalentemente sull'attività accademica, dove insegna tra l'altro World History e Storia Contemporanea, Gennaro Carotenuto è giornalista pubblicista, scrivendo come analista internazionale per vari periodici latinoamericani tra i quali Brecha di Montevideo e La Jornada di Città del Messico. È autore per RAI Radio 3 di programmi come Wikiradio ed è, fin dal secolo scorso, regolarmente intervistato come esperto, oltre che da RAI Radio 3, da Radio1, Radio Vaticana, Radio Svizzera e in televisione RaiNews24 e SkyTg24. Negli anni Novanta lavorò a El País di Madrid, negli anni 2000 con La Stampa e il manifesto.

## Opere
- Franco e Mussolini (La seconda guerra mondiale vista dal Mediterraneo: i diversi destini dei due dittatori), Sperling & Kupfer, 2005, ISBN 9788820039387
- Storia e comunicazione. Un rapporto in evoluzione, EUM, 2007
- Giornalismo partecipativo. Storia critica dell'informazione al tempo di Internet, Nuovi Mondi, 2009, pp. 351. ISBN 9788889091715
- Todo cambia. Figli di desaparecidos e fine dell'impunità in Argentina, Cile e Uruguay, Le Monnier, 2015, pp. VI-250. ISBN 9788800746106